# Aegiochus dentatus
Aegiochus dentatus is een pissebed uit de familie Aegidae. De wetenschappelijke naam van de soort werd in 1879 gepubliceerd door Schioedte & Meinert.